# Tanambao 5
Tanambao 5 è una città e comune del Madagascar situata nel distretto di Toamasina I, regione di Atsinanana. 
La popolazione del comune rilevata nel censimento 2001 era pari a 43 428 unità.